# Letnie Grand Prix w skokach narciarskich 2007
Letnie Grand Prix w skokach narciarskich 2007 – 14. edycja Letniego Grand Prix, która rozpoczęła się 11 sierpnia 2007 roku w Hinterzarten, a zakończyła 6 października 2007 w Klingenthal. Rozegrano 11 konkursów - 10 indywidualnych oraz 1 drużynowy.

## Zwycięzcy

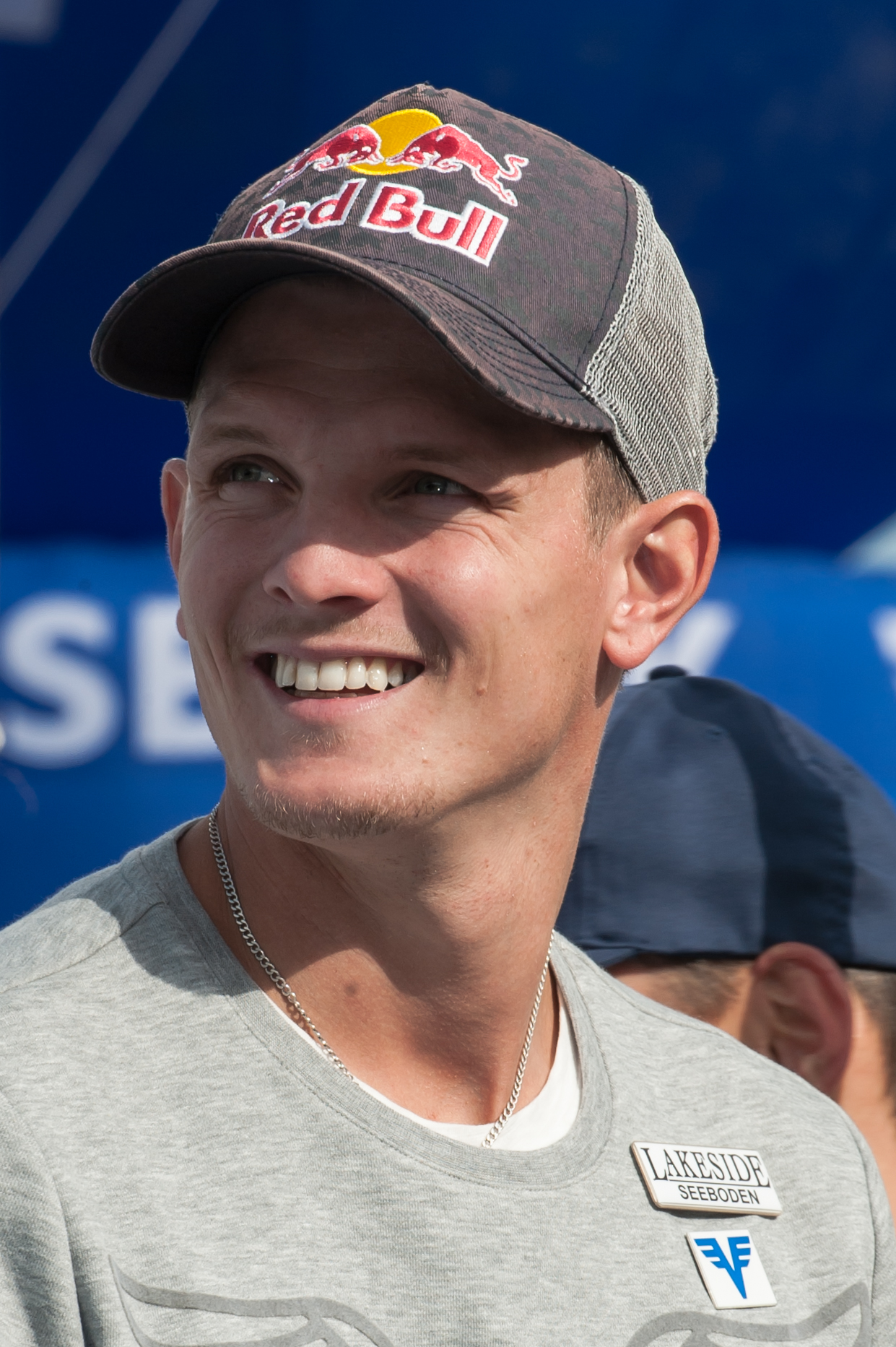
Thomas Morgenstern, zwycięzca Letniego Grand Prix 2007 oraz zwycięzca Turnieju Czterech Narodów 2007
Reprezentacja Austrii, zdobywcy Pucharu Narodów

## Kalendarz i wyniki
| Lp.                                                  | Data                                                 | Miejscowość                                          | HS                                                   | Uwagi                                                | 1. miejsce                                                                                  | 2. miejsce                                                                 | 3. miejsce                                                              |
| ---------------------------------------------------- | ---------------------------------------------------- | ---------------------------------------------------- | ---------------------------------------------------- | ---------------------------------------------------- | ------------------------------------------------------------------------------------------- | -------------------------------------------------------------------------- | ----------------------------------------------------------------------- |
| 1.                                                   | 11 sierpnia 2007                                     | Hinterzarten                                         | HS-108                                               | druż.                                                | Austria 1. Wolfgang Loitzl 2. Thomas Morgenstern 3. Andreas Kofler 4. Gregor Schlierenzauer | Finlandia 1. Janne Happonen 2. Harri Olli 3. Kalle Keituri 4. Janne Ahonen | Czechy 1. Antonín Hájek 2. Roman Koudelka 3. Martin Cikl 4. Jakub Janda |
| 2.                                                   | 12 sierpnia 2007                                     | Hinterzarten                                         | HS-108                                               | TCN                                                  | Thomas Morgenstern                                                                          | Adam Małysz                                                                | Gregor Schlierenzauer                                                   |
| 3.                                                   | 14 sierpnia 2007                                     | Courchevel                                           | HS-132                                               | TCN                                                  | Bjørn Einar Romøren                                                                         | Adam Małysz                                                                | Georg Späth                                                             |
| 4.                                                   | 16 sierpnia 2007                                     | Pragelato                                            | HS-140                                               | TCN, nocny                                           | Gregor Schlierenzauer                                                                       | Thomas Morgenstern                                                         | Adam Małysz                                                             |
| 5.                                                   | 18 sierpnia 2007                                     | Einsiedeln                                           | HS-117                                               | TCN                                                  | Thomas Morgenstern                                                                          | Adam Małysz                                                                | Jernej Damjan                                                           |
| Turniej Czterech Narodów 2007 – klasyfikacja końcowa | Turniej Czterech Narodów 2007 – klasyfikacja końcowa | Turniej Czterech Narodów 2007 – klasyfikacja końcowa | Turniej Czterech Narodów 2007 – klasyfikacja końcowa | Turniej Czterech Narodów 2007 – klasyfikacja końcowa | Thomas Morgenstern                                                                          | Adam Małysz                                                                | Gregor Schlierenzauer                                                   |
| 6.                                                   | 24 sierpnia 2007                                     | Zakopane                                             | HS-134                                               | nocny                                                | Thomas Morgenstern                                                                          | Wolfgang Loitzl                                                            | Adam Małysz                                                             |
| 7.                                                   | 25 sierpnia 2007                                     | Zakopane                                             | HS-134                                               | nocny                                                | Adam Małysz                                                                                 | Thomas Morgenstern                                                         | Wolfgang Loitzl                                                         |
| 8.                                                   | 8 września 2007                                      | Hakuba                                               | HS-131                                               | nocny                                                | Andreas Küttel                                                                              | Shōhei Tochimoto                                                           | Noriaki Kasai                                                           |
| 9.                                                   | 9 września 2007                                      | Hakuba                                               | HS-131                                               | –                                                    | Shōhei Tochimoto                                                                            | Andreas Küttel                                                             | Noriaki Kasai                                                           |
| 10.                                                  | 3 października 2007                                  | Oberhof                                              | HS-140                                               | –                                                    | Kamil Stoch                                                                                 | Jernej Damjan                                                              | Thomas Morgenstern                                                      |
| 11.                                                  | 6 października 2007                                  | Klingenthal                                          | HS-140                                               | –                                                    | Gregor Schlierenzauer                                                                       | Pawieł Karielin                                                            | Anders Jacobsen                                                         |
| Letnie Grand Prix 2007 – klasyfikacja końcowa        | Letnie Grand Prix 2007 – klasyfikacja końcowa        | Letnie Grand Prix 2007 – klasyfikacja końcowa        | Letnie Grand Prix 2007 – klasyfikacja końcowa        | Letnie Grand Prix 2007 – klasyfikacja końcowa        | Thomas Morgenstern                                                                          | Adam Małysz                                                                | Gregor Schlierenzauer                                                   |

## Klasyfikacje

### Klasyfikacja indywidualna
Stan po zakończeniu LGP 2007
| Miejsce | Zawodnik              | Punkty |
| ------- | --------------------- | ------ |
| 1.      | Thomas Morgenstern    | 569    |
| 2.      | Adam Małysz           | 460    |
| 3.      | Gregor Schlierenzauer | 417    |
| 4.      | Andreas Küttel        | 362    |
| 5.      | Jernej Damjan         | 303    |
| 6.      | Wolfgang Loitzl       | 299    |
| 7.      | Shōhei Tochimoto      | 273    |
| 8.      | Simon Ammann          | 271    |
| 9.      | Andreas Kofler        | 230    |
| 10.     | Georg Späth           | 199    |
| ...     |                       |        |

### Klasyfikacja drużynowa
Stan po zakończeniu LGP 2007
| Miejsce | Reprezentacja    | Punkty |
| ------- | ---------------- | ------ |
| 1.      | Austria          | 2159   |
| 2.      | Polska           | 990    |
| 3.      | Niemcy           | 901    |
| 4.      | Szwajcaria       | 895    |
| 5.      | Japonia          | 866    |
| 6.      | Finlandia        | 845    |
| 7.      | Rosja            | 599    |
| 8.      | Czechy           | 506    |
| 9.      | Słowenia         | 497    |
| 10.     | Norwegia         | 456    |
| 11.     | Korea Południowa | 90     |
| 12.     | Francja          | 87     |
| 13.     | Kazachstan       | 51     |
| 14.     | Włochy           | 48     |
| 15.     | Kanada           | 32     |
| 16.     | Szwecja          | 25     |

### KlasyfikacjaTurnieju Czterech Narodów
Stan po zakończeniu LGP 2007
| Miejsce | Reprezentacja         | Punkty |
| ------- | --------------------- | ------ |
| 1.      | Thomas Morgenstern    | 1017,8 |
| 2.      | Adam Małysz           | 1014,7 |
| 3.      | Gregor Schlierenzauer | 1012,5 |
| 4.      | Simon Ammann          | 966,9  |
| 5.      | Andreas Kofler        | 956,2  |
| 6.      | Wolfgang Loitzl       | 958,8  |
| 7.      | Martin Schmitt        | 954,7  |
| 8.      | Georg Späth           | 943,4  |
| 9.      | Jernej Damjan         | 935,6  |
| 10.     | Harri Olli            | 911,0  |
| ...     |                       |        |